# دیوید اشتریسو
دیوید اشتریسو (آلمانی: Devid Striesow؛ زادهٔ ۱ اکتبر ۱۹۷۳) بازیگر اهل آلمان است.

## فیلم‌شناسی
- سقوط
- جاعلان
- سه
- قبل از سقوط
- یلا
- مارسی
- عصر آدمخواران
- در جبهه غرب خبری نیست (فیلم ۲۰۲۲)